# Patrik Mišák
Patrik Mišák (ur. 29 marca 1991 w Trenczynie) – słowacki piłkarz, występujący na pozycji pomocnika w klubie Kalwarianka Kalwaria Zebrzydowska   Wychowanek FK AS Trenčín, w swojej karierze grał także w takich zespołach jak TJ Slavoj Předměřice nad Labem, Bohemians Praga, AFC Nové Mesto nad Váhom, Baník Ostrawa, Mezőkövesd Zsóry FC, Zagłębie Sosnowiec i Wieczysta Kraków. W sezonie 2023/2024 awansował z tą ostatnią do II ligi, odszedł z klubu po zakończeniu sezonu.